# De Positivo's (Vlaanderen)
De Positivo's is een Vlaams actuaprogramma dat op VTM werd uitgezonden. Het programma werd gepresenteerd door Jelle Cleymans. Het programma werd in 2020 uitgezonden tijdens de coronaperiode. Drie panelleden gaan elke weekdag behalve vrijdag in een zomerse setting op zoek naar het beste nieuws van de dag.
| Afl. | Presentatie    | Panelleden          | Panelleden       | Panelleden         |
| ---- | -------------- | ------------------- | ---------------- | ------------------ |
| 1    | Jelle Cleymans | Walter Grootaers    | Jade Mintjens    | William Boeva      |
| 2    | Jelle Cleymans | Julie Van den Steen | Thomas Smith     | Bert Haelvoet      |
| 3    | Jelle Cleymans | Herman Brusselmans  | Clara Cleymans   | William Boeva (2)  |
| 4    | Jelle Cleymans | Lotte Vanwezemael   | Vincent Voeten   | Andy Peelman       |
| 5    | Jelle Cleymans | Liesa Naert         | Gunter Lamoot    | Guga Baúl          |
| 6    | Jelle Cleymans | Jonas Van Geel      | Jef Neve         | Jade Mintjens (2)  |
| 7    | Jelle Cleymans | Dina Tersago        | Flor Decleir     | Dimitri Leue       |
| 8    | Jelle Cleymans | Gers Pardoel        | Bab Buelens      | Vincent Voeten (2) |
| 9    | Jelle Cleymans | Kamal Kharmach      | Lize Feryn       | Andy Peelman       |
| 10   | Jelle Cleymans | Laura Tesoro        | Jeron Dewulf     | Dimitri Leue       |
| 11   | Jelle Cleymans | Michael Van Peel    | Natalia          | Jade Mintjens (3)  |
| 12   | Jelle Cleymans | Lukas Lelie         | Danira Boukhriss | William Boeva (3)  |

(2) De kandidaat neemt voor de 2de keer deel.
(3) De kandidaat neemt voor de 3de keer deel.